# Keith Edmonson
Keith Andre Edmonson (Gulfport, Misisipi, 28 de septiembre de 1960) es un exjugador de baloncesto estadounidense que jugó 2 temporadas en la NBA, y una más en la liga francesa. Con 1,98 metros de altura, lo hacía en la posición de base.

## Trayectoria deportiva

### Universidad
Jugó cuatro temporadas con los Boilermakers de la Universidad Purdue, en las que promedió 13,1 puntos y 3,4 rebotes por partido. En 1980 el equipo, del que formaba también parte Joe Barry Carroll, alcanzó la Final Four de la NCAA, perdiendo en semifinales ante UCLA. En 1982 fue elegido Atleta del Año de la Big Ten Conference, tras promediar 21,2 puntos y 3,2 rebotes por partido.

### Profesional
Fue elegido en la décima posición del Draft de la NBA de 1982 por Atlanta Hawks, donde en su única temporada en el equipo apenas dispuso de 10 minutos de juego por partido, promediando 3,5 puntos. Antes del comienzo de la temporada 1983-84 fue traspasado a San Antonio Spurs, donde jugó sdus mejores partidos como profesional, promediando 8,3 puntos en poco más de 13 minutos por encuentro. Pero antes del término de la misma fue nuevamente traspasado, esta vez a Denver Nuggets, a cambio de una futura tercera ronda del draft, pero su presencia en el equipo fue meramente testimonial.
Al año siguiente probó suerte en la liga francesa, en el Caen Basket, jugando una temporada tras la cual se retiraría definitivamente.

## Estadísticas de su carrera en la NBA

### Temporada regular
| Temporada | Edad | Equipo            | Liga | P  | TIT | MIN  | TC  | TCA | %TC  | 3P  | 3PA | %3P  | TL  | TLA | %TL  | R.OF. | R.DEF. | REB | ASIS | ROB | TAP | PER | FP  | PTS |
| 1982-83   | 22   | Atlanta Hawks     | NBA  | 32 | 2   | 9.7  | 1.5 | 4.3 | .345 | 0.0 | 0.1 | .000 | 0.5 | 0.8 | .593 | 0.6   | 0.6    | 1.2 | 0.7  | 0.3 | 0.2 | 0.6 | 1.3 | 3.5 |
| 1983-84   | 23   | TOTAL             | NBA  | 55 | 0   | 11.3 | 2.9 | 5.8 | .492 | 0.0 | 0.0 |      | 1.7 | 2.3 | .746 | 0.8   | 0.8    | 1.6 | 0.6  | 0.5 | 0.1 | 1.1 | 1.5 | 7.5 |
| 1983-84   | 23   | San Antonio Spurs | NBA  | 40 | 0   | 13.0 | 3.4 | 6.9 | .493 | 0.0 | 0.0 |      | 1.9 | 2.5 | .752 | 1.0   | 0.8    | 1.8 | 0.7  | 0.6 | 0.2 | 1.1 | 1.7 | 8.7 |
| 1983-84   | 23   | Denver Nuggets    | NBA  | 15 | 0   | 6.7  | 1.5 | 3.1 | .489 | 0.0 | 0.0 |      | 1.2 | 1.7 | .720 | 0.4   | 0.8    | 1.2 | 0.5  | 0.3 | 0.1 | 1.1 | 1.1 | 4.3 |
| Total     |      |                   | NBA  | 87 | 2   | 10.7 | 2.4 | 5.3 | .448 | 0.0 | 0.0 | .000 | 1.3 | 1.8 | .719 | 0.8   | 0.7    | 1.5 | 0.6  | 0.4 | 0.1 | 0.9 | 1.4 | 6.0 |

### Playoffs
| Temporada | Edad | Equipo        | Liga | P | MIN | TCA | TC | 3PA | 3P | TLA | TL | R.OF. | REB | ASIS | ROB | TAP | PER | FP | PTS | %TC   | %3P | %FT | MIN | PTS | REB | AST |
| 1982-83   | 22   | Atlanta Hawks | NBA  | 1 | 2   | 1   | 1  | 0   | 0  | 0   | 0  | 1     | 1   | 1    | 0   | 0   | 0   | 0  | 2   | 1.000 |     |     | 2.0 | 2.0 | 1.0 | 1.0 |
| Total     |      |               | NBA  | 1 | 2   | 1   | 1  | 0   | 0  | 0   | 0  | 1     | 1   | 1    | 0   | 0   | 0   | 0  | 2   | 1.000 |     |     | 2.0 | 2.0 | 1.0 | 1.0 |